# ヴィニャーテ
ヴィニャーテ（伊: Vignate）は、イタリア共和国ロンバルディア州ミラノ県にある基礎自治体（コムーネ）。人口は、約9,300人。

## 地理

### 位置・広がり

#### 隣接コムーネ
隣接するコムーネは以下の通り。
- カッシーナ・デ・ペッキ
- チェルヌスコ・スル・ナヴィーリオ
- リスカーテ
- メルツォ
- セッターラ
- ローダノ

### 地震分類
イタリアの地震リスク階級 (it) では、3 に分類される
。

## 行政

### 分離集落
ヴィニャーテには、以下の分離集落（フラツィオーネ）がある。
- Cascina Bianca, San Pedrino, Malpaga, Cascina Retenate

## 姉妹都市
- Gières、フランス 1984年